# Prevention of Terrorism Acts

Les Prevention of Terrorism Acts (français : Actes de prévention du terrorisme) sont un ensemble de lois antiterroristes britanniques donnant des pouvoirs spéciaux à la police dans les affaires de terrorisme.
La première version de cette loi est mise en place en 1939 pour lutter contre l'Irish Republican Army, mais n'est que temporaire et est abolie en 1953. Elle est réintroduite le 29 novembre 1974 avec le déclenchement du conflit nord-irlandais. La version de 1974 permet une garde à vue de sept jours sans accusation. Prévue elle aussi pour être temporaire, elle est revotée chaque année.
Elles mettent en place une liste d'organisations interdites à partir de 1974, renforcée en 2000 par le Terrorism Act 2000.